# شبكرمة إنغلمانية
شبكرمة إنغلمانية (الاسم العلمي:Ampelopsis engelmannii) هي نوع غير مؤكد من النباتات يتبع جنس الشبكرمة من فصيلة الكرمية.